# František Rajtoral
František Rajtoral, né le 12 mars 1986 à Příbram (Tchécoslovaquie, aujourd'hui Tchéquie) et mort le 23 avril 2017 à Gaziantep, est un footballeur international tchèque qui évoluait au poste de défenseur.

## Biographie

### International
Le 29 février 2012, František Rajtoral honore sa première sélection en équipe de Tchéquie face à l'Irlande à l'Aviva Stadium (1-1).
Le 29 mai 2012, le sélectionneur Michal Bílek annonce que František est retenu dans la liste des 23 joueurs pour jouer l'Euro 2012.

### Décès
František Rajtoral est retrouvé mort le 23 avril 2017 à son domicile de Gaziantep, à la suite d'un suicide par pendaison.

## Palmarès
- Viktoria Plzeň
  - Champion de Tchéquie en 2011, 2013, 2015 et 2016.
  - Vainqueur de la Coupe de Tchéquie en 2010.

## Statistiques

### En club
| Saison                | Club                  | Championnat           | Championnat | Championnat | Coupe(s) nationale(s) | Coupe(s) nationale(s) | Compétition(s) continentale(s) | Compétition(s) continentale(s) | Compétition(s) continentale(s) | Sélection    | Sélection | Sélection | Total | Total |
| Saison                | Club                  | Division              | M.          | B.          | M.                    | B.                    | Comp.                          | M.                             | B.                             | Équipe       | M.        | B.        | M.    | B.    |
| 2004-2005             | Marila Příbram        | 1                     | 15          | 1           | -                     | -                     | -                              | -                              | -                              | -            | -         | -         | 15    | 1     |
| 2005-2006             | Baník Ostrava         | 1                     | 26          | 0           | -                     | -                     | C3                             | 2                              | 0                              | -            | -         | -         | 28    | 0     |
| 2006-2007             | Baník Ostrava         | 1                     | 26          | 8           | -                     | -                     | -                              | -                              | -                              | -            | -         | -         | 26    | 8     |
| 2007-2008             | Baník Ostrava         | 1                     | 25          | 3           | -                     | -                     | -                              | -                              | -                              | -            | -         | -         | 25    | 3     |
| 2008-2009             | Baník Ostrava         | 1                     | 23          | 1           | 4                     | 0                     | C3                             | -                              | -                              | -            | -         | -         | 27    | 1     |
| 2009-2010             | Viktoria Plzeň        | 1                     | 29          | 3           | 9                     | 0                     | -                              | -                              | -                              | -            | -         | -         | 38    | 3     |
| 2010-2011             | Viktoria Plzeň        | 1                     | 27          | 3           | 7                     | 0                     | C3                             | 2                              | 0                              | -            | -         | -         | 36    | 3     |
| 2011-2012             | Viktoria Plzeň        | 1                     | 29          | 2           | 3                     | 0                     | C1+C3                          | 12+2                           | 0+1                            | Rep. tchèque | 5         | 0         | 51    | 3     |
| 2012-2013             | Viktoria Plzeň        | 1                     | 16          | 3           | 2                     | 0                     | C3                             | 13                             | 3                              | Rep. tchèque | 5         | 0         | 36    | 6     |
| Total sur la carrière | Total sur la carrière | Total sur la carrière | 216         | 27          | 25                    | 0                     | -                              | 31                             | 4                              | 0            | 10        | 0         | 282   | 31    |